# Pha̍k-fa-sṳ

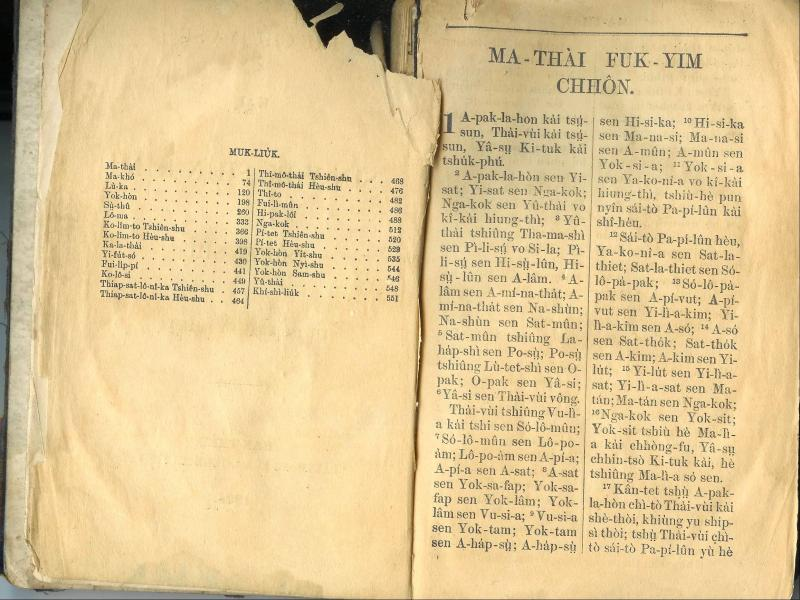
Nouveau testament en langue hakka.

La méthode Pha̍k-fa-sṳ (chinois simplifié : 白话字 ; chinois traditionnel : 白話字 ; pinyin : báihuàzì ; litt. « caractère de la langue courante ») est une translittération de la langue hakka, une langue han chinoise en caractères latins, utilisée par les Occidentaux pour l'apprentissage de cette langue. Elle est similaire à la méthode Pe̍h-oē-jī pour la langue minnan, une autre langue chinoise han, parlée dans des régions voisines à celles des populations hakka. Elle a été inventée par des missionnaires chrétiens de l'église presbytérienne au XIXe siècle. Un Nouveau Testament utilisant cette méthode d'écriture a été publié en 1924.